# Capayán (departamento)
Capayán é um departamento da Argentina, localizado na província de Catamarca.

## Demografia
Segundo os Censos de 2010, a população do departamento em 2010 era de 16.085 habitantes.
Últimos censos:
- 2001: 14.137 habitantes
- 2010: 16.085 habitantes

fonte: INDEC